# Poutní kostel svatého Kříže (Pleystein)
Poutní kostel svatého Kříže je kostel v bavorském městě Pleysteinu, ležící uprostřed městečka na kopci Kreuzberg. Spadá po pleysteinskou farnost.

## Historie

### Poutě na Kreuzberg
Roku 1746 zrenovoval truhlář Frank z Pleysteinu krucifix, který nalezl na půdě tehdejšího farního kostela. Poté pověsil křížek na strom nedaleko samoty Hohenberg a umístil k němu pokladničku na milodary. U krucifixu se měl stát zázrak, a proto od roku 1756 docházeli do lesa věřící k modlitbám. Počty přicházejících věřících se neustále zvyšovaly, do pokladničky bylo za krátkou dobu nasbíráno na 900 guldenů. Věřící odeslali do řezenské diecéze žádost o stavbě kapličky u křížku. Ta byla však zamítnuta a biskup Anton Ignaz von Fugger-Glött nařídil přenesení krucifixu do farního kostela. Přemístění krucifixu bylo uskutečněno 24. dubna 1780. Do farního kostela docházela četná procesí z Horní Falce a Čech. V době osvícenství byla procesí amberskou vládou označena za nesmyslná a zakázána. Avšak po vysvěcení kostela sv. Kříže roku 1814 začali věřící do Pleysteinu opět docházet a přinášet do kostela různé votivní dary. Mimo jiné vznikla v kostela sbírka votivních obrazů, která byla však zcela zničena požárem v roce 1901. Poutě do pleysteinského kostela sv. Kříže se konají i v současnosti.

### Výstavba poutního kostela sv. Kříže
Na vrchu Kreuzberg se od 13. století rozkládal pleysteinský hrad, který byl však během 17. století kvůli špatnému technickému stavu stržen. Od roku 1814 začali místní zástupci církve plánovat stavbu kostela na bývalém hradním návrší. Andreas Walbrunn, předsedající místní katolické obce, získal ve veřejné dražbě pro město Pleystein hradní kopec za pouhých 22 guldenů. 1. června 1814 se začalo se samotnou stavbou poutního kostela. Avšak během unáhleného započetí stavby bylo zapomenuto na potřebná stavební povolení. 15. září 1814 nechal královských zemský soud ve Vohenstraußu zastavit všechny stavební práce a navrhl stržení již postavených částí kostela. Po urputném vyjednávání obdržela 1. srpna 1815 od zemského soudce Haunolda pleysteinská farnost povolení ke stavbě kostela i přilehlé křížové cesty. Od řezenského biskupa Karla Theodora von Dalberga získal kostel povolení k vysvěcení, k němuž slavnostně došlo 13. září 1815. Mimo jiné také došlo k translokaci křížku z lesa. Přenesen byl Johannem Baptistou Kastnerem von Miesbrunnem a umístěn na hlavní oltář.

Jelikož kapacita kostela nestačila náporu přicházejících poutníků, vznikl roku 1847 plán na rozšíření kostela o šest metrů a výstavbě kostelní věže s pyramidovou střechu namísto dřevěného sanktusníku. 27. května 1847 nechal farář Cölestin Greger položit základní kámen k rozšíření poutního místa. Byla vztyčena věz z pískovce, na níž se nad vstupním portálem nacházely hodiny mnichovské firmy Mannhart.
10. června 1901 vypukl v Pleysteinu rozsáhlý požár, který zachvátil i poutní kostel. Ještě téhož roku se obyvatelé usnesli, že na místě zničeného kostela postaví nový, větší kostel v barokním stylu. Kostelní věž byla postavena na severní straně a její sakristie byla významně rozšířena. Plány na stavbu nového kostela pocházely od firmy pánů Josepha Kocha a Heinricha Hauberrissera. Místní spolek dobrovolných hasičů věnoval kostelu nové věžní hodiny, vyhotovené řezenským hodinářem Eduardem Stroblem. 16. května 1908 byla budova nového kostela vysvěcena řezenským biskupem Antonem von Henlem.
Kopie krucifixu byla zhotovena Tobiasem Weißem z Norimberku a zaplacena španělskou infantkou Marií de la Paz de Borbón a jejím chotěm bavorským princem Ludvíkem Ferdinandem Bavorským. Krucifix byl vysvěcen v řezenské svatopetrské katedrále 24. července 1902. Roku 1955 nechal páter Bartholomäus Lunz utkat hedvábný kobereček pod krucifix dílnou mnichovského umělce Rolanda Friedricha. Na koberečku je vyobrazeno velebení křížku anděly, sluncem, měsícem a hvězdami. Nedaleko kostela byla Josefem Kamem v roce 1929 vybudováno lurdská jeskyňka s mramorovou soškou od Hanse Loibla.

## Vybavení kostele
Hlavní oltář pocházel ze sekularizovaného nabburského kostela, přemalován byl Thaddäusem Rabuskym. Boční oltáře sv. Aloise a Matky boží pocházely z dílny Josepha Lochmüllera. Kostelní varhany byly zakoupeny v Ambergu. Však veškeré vnitřní vybavení nepřežilo požár z roku 1901. Vybavení nového kostela zhotovil Hans Loibl. Nástropní freska vyjevuje poslední soud. V kostelní lodi se nacházejí malby s výjevy nalezení sv. Kříže a vyléčení nemocného sv. Křížem. V dalších deseti kartuších jsou zachyceny starozákonní scény. Nové varhany pocházejí z dílny Martina Bindera.

## Galerie

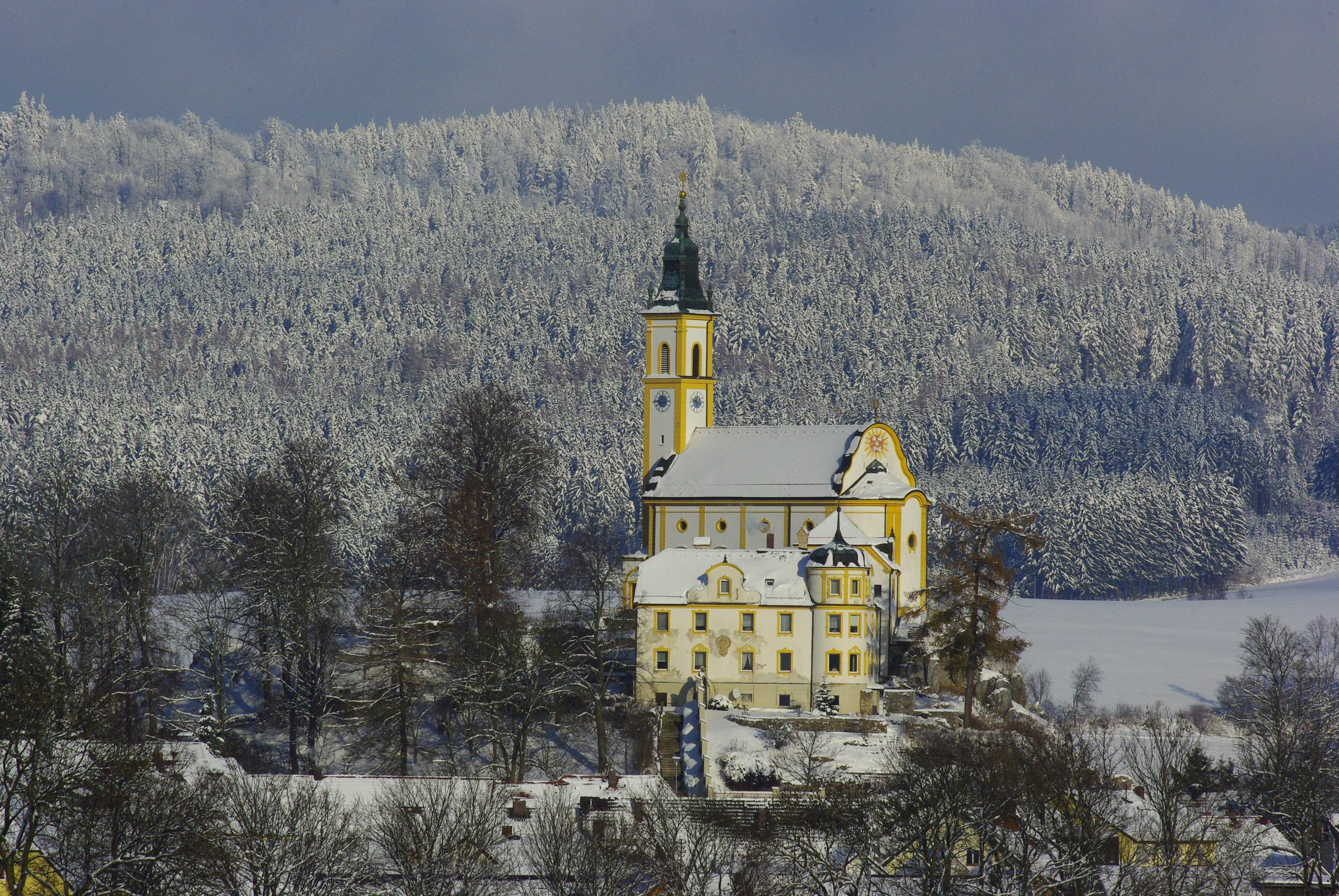
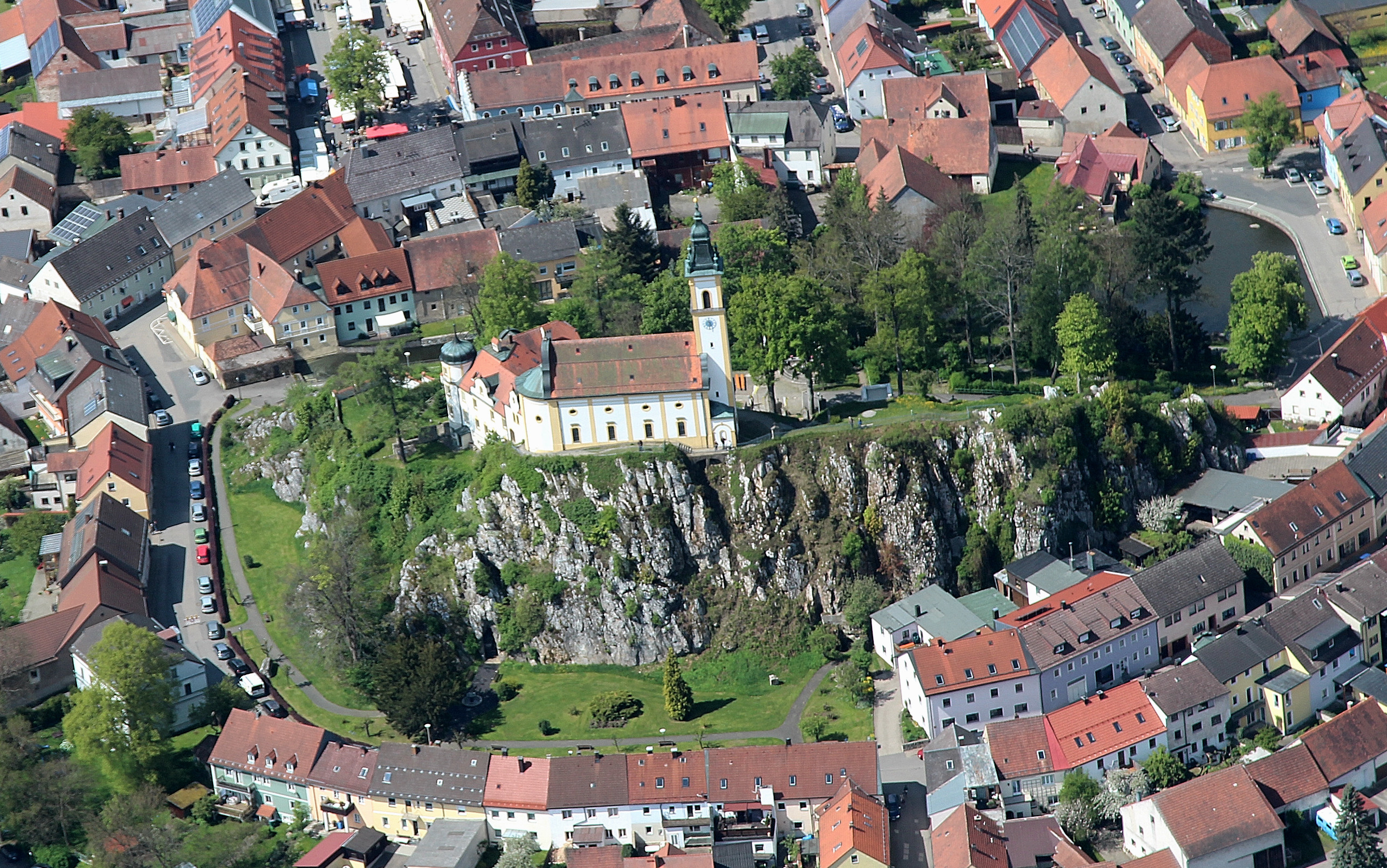
Letecký snímek vrchu Kreuzberg
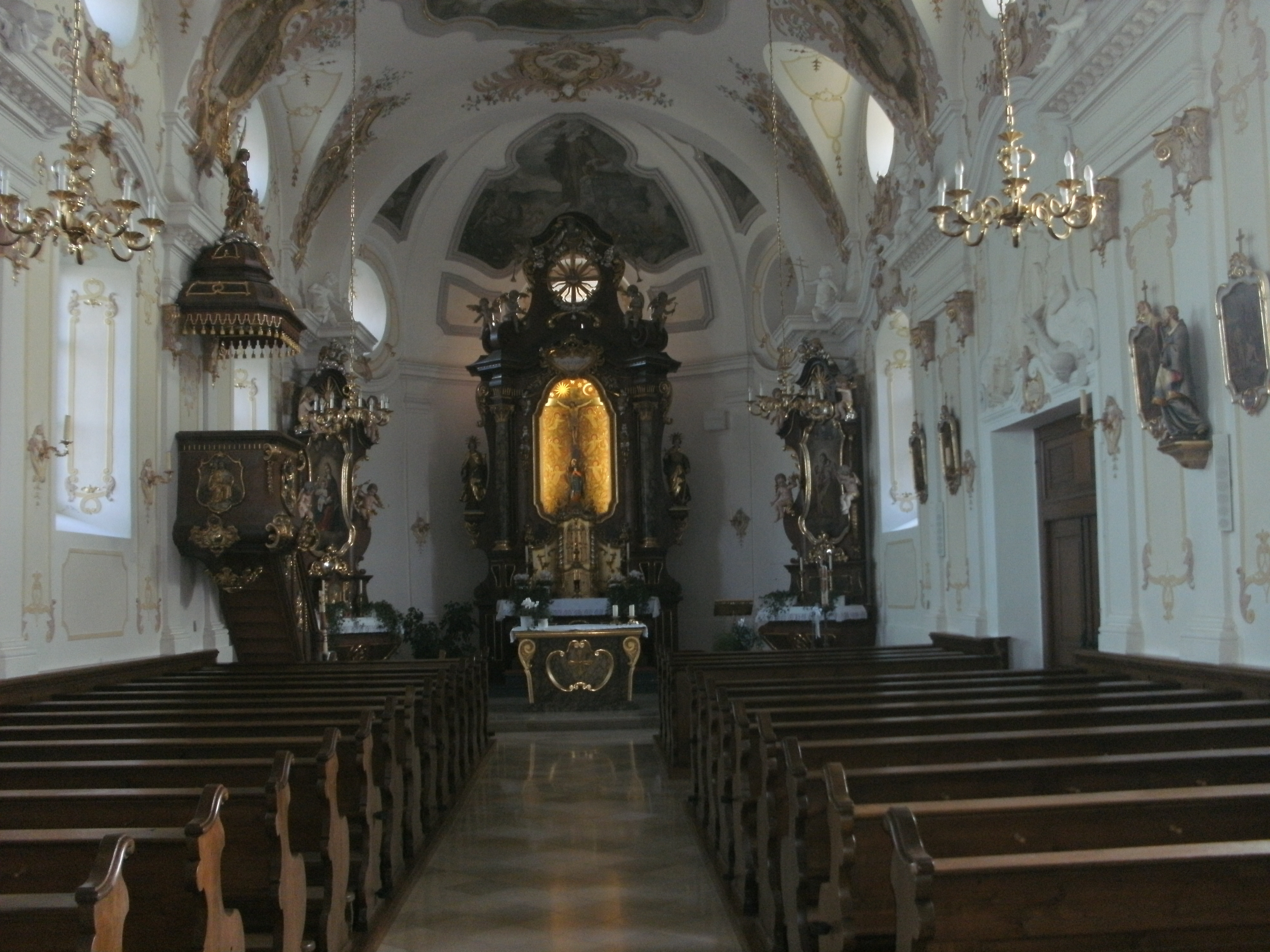
Interiér kostela
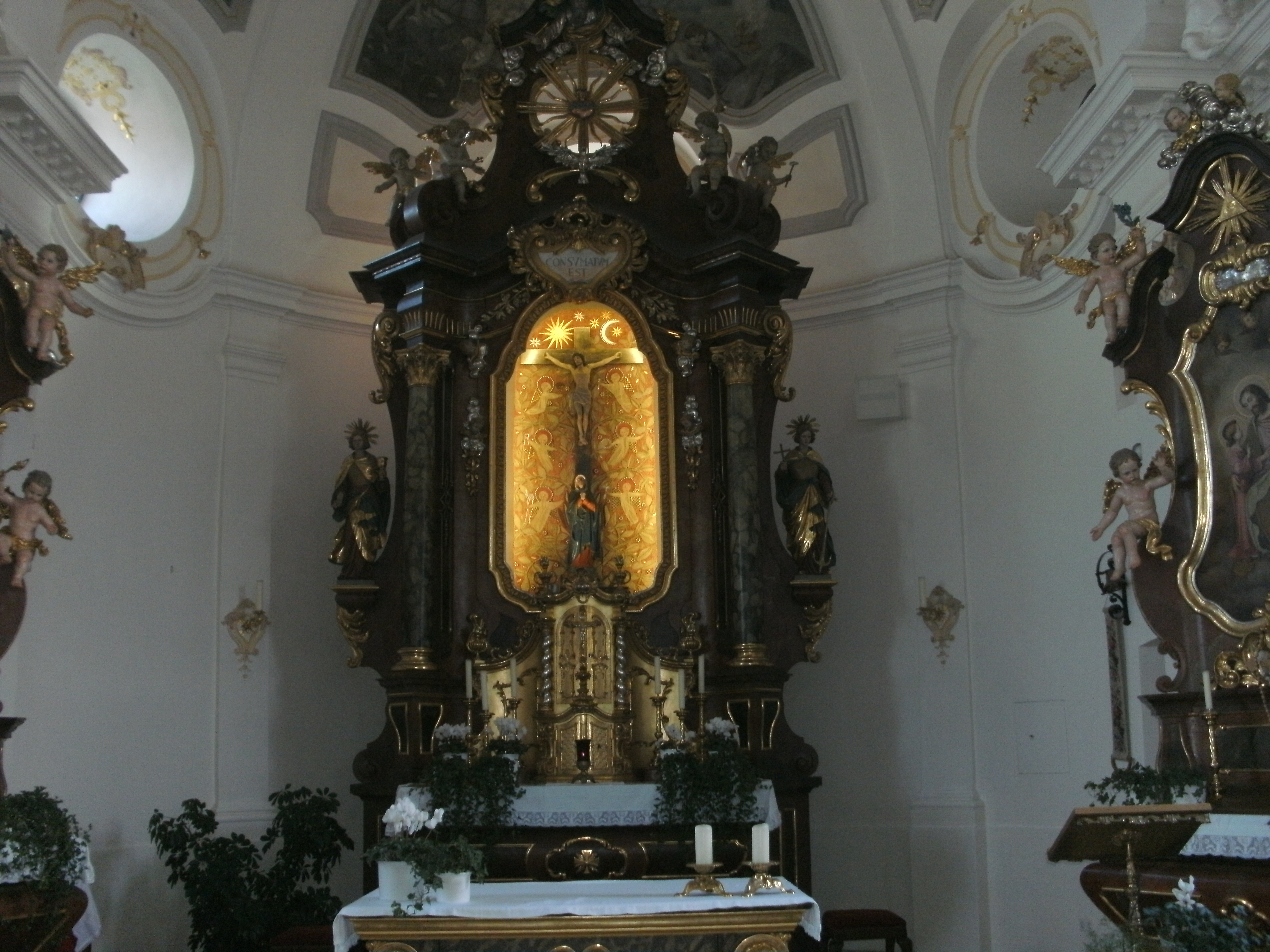
Detail hlavního oltáře s krucifixem